# 加藤普品
加藤 普品（かとう ふぼん、- 1985年9月28日 ）は、日本の易学家。

## 略歴
1985年9月28日没。
昭和10年ころより四柱推命を原典から広く研究し、昭和29年に昭和の易聖とされた大岳易の創始者加藤大岳に高弟として師事。
丹藤龍則、山口荘令、岡村青舒、海老名大示、藤原秀普（1987）『四柱推命』国書刊行会（全国書誌番号:87030598)など多くの門弟を育てた。

## 著書
- 加藤普品（2015）『四柱推命』東洋書院 (NCID BB19479468 全国書誌番号:22624724)
- 加藤普品（1999）『推命術講義録』東洋書院 (NCID BB15699021 全国書誌番号:23104802)
- 加藤普品（1987）『推命術講義録』日本推命学術協会中京支局編 (全国書誌番号:23104802)
- 加藤普品（1974）『四柱秘奥子平真詮精解』鴨書店出版部 (全国書誌番号:21509540)
- 加藤普品（1968）『子平真詮和解：四柱秘奥：全』鴨書店出版部 (NCID BA48822818)
- 加藤普品（1967）『窮通宝鑑：講習用』四星命学研究会 (全国書誌番号:23937311)
- 加藤普品（1967）『滴天髄精義』加藤普品版 (全国書誌番号:23117246)